# Regelbau M262

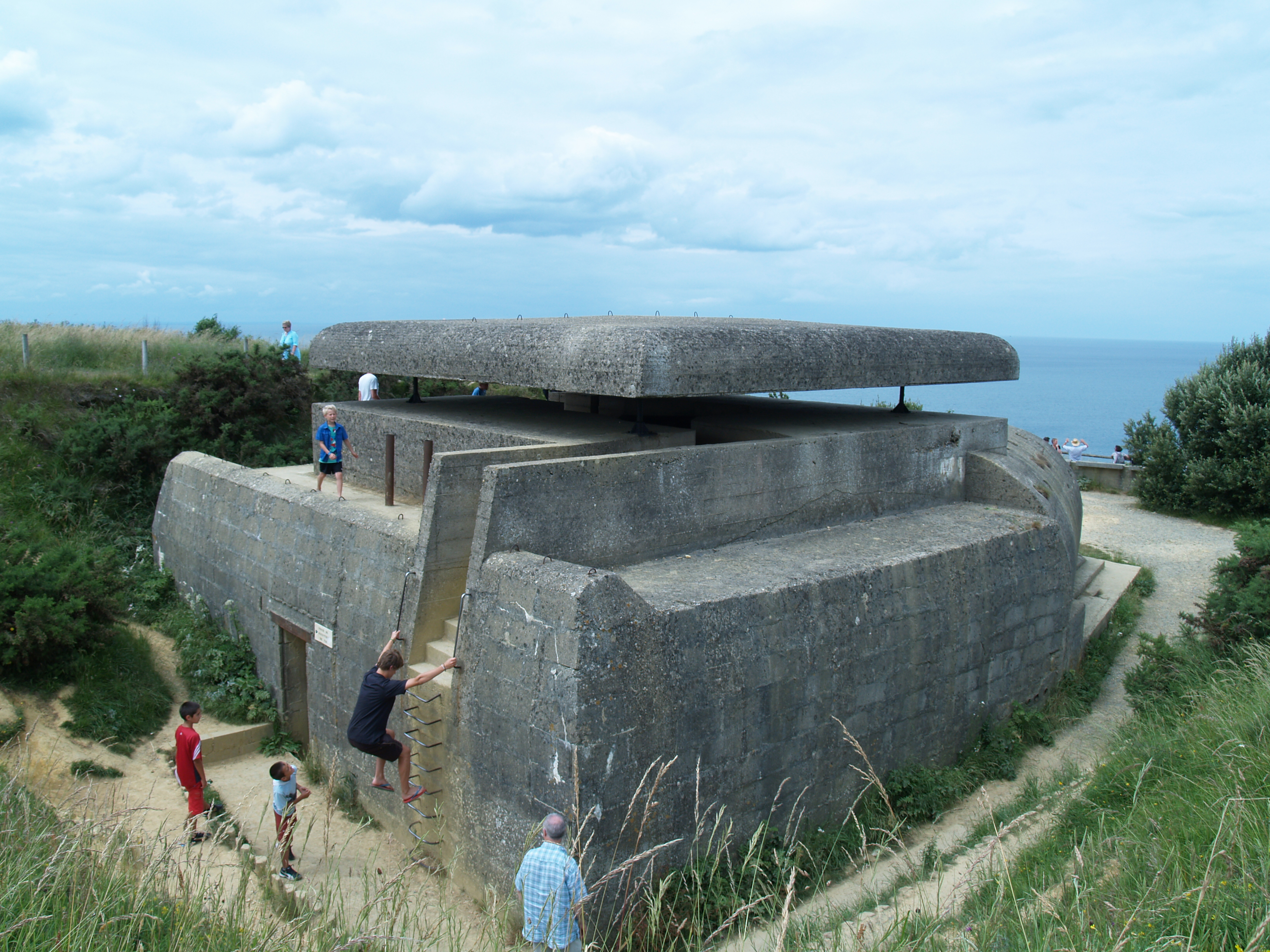
Poste de commandement de la batterie de Longues-sur-Mer

La casemate de type Regelbau M262 est une casemate répondant au norme Regelbau. Sa mission est de servir de poste de commandement pour des batteries côtières.

## Construction
Pour construire cette casemate, il faut excaver 600 m3 de matériaux et la coulée de 720 m3 de béton.

## Architecture
La casemate est prévue pour un équipage de 6 soldats.
Elle est équipée d'un système de communication électrique et d'un système de direction de tir.

## Exemplaires
La batterie de Longues-sur-Mer possède une casemate de ce type.